# (73901) 1997 FD5
(73901) 1997 FD5 – planetoida z pasa głównego asteroid okrążająca Słońce w ciągu 3,75 lat w średniej odległości 2,41 j.a. Odkryta 31 marca 1997 roku.